# Liste der Monuments historiques in Commeny
Die Liste der Monuments historiques in Commeny führt die Monuments historiques in der französischen Gemeinde Commeny auf.

## Liste der Bauwerke
| Bezeichnung      | Beschreibung | Standort | Kennzeichnung | Schutzstatus | Datum | Bild           |
| ---------------- | ------------ | -------- | ------------- | ------------ | ----- | -------------- |
| Kirche St-Martin |              | (Lage)   | PA00080030    | Classé       | 1926  | weitere Bilder |

## Liste der Objekte
| Bezeichnung                                                       | Beschreibung                              | Standort                                     | Kennzeichnung | Schutzstatus | Datum | Bild           |
| ----------------------------------------------------------------- | ----------------------------------------- | -------------------------------------------- | ------------- | ------------ | ----- | -------------- |
| Retabel des Hauptaltars                                           | Holz, bemalt, 17. Jahrhundert             | in der Kirche St-Martin (Lage)               | PM95001594    | Inscrit      | 1996  |                |
| Bas-Relief: Maria umgeben von den Aposteln (Pfingsten)            | Stein, bemalt, 17. Jahrhundert            | in der Kirche St-Martin (Lage)               | PM95000191    | Classé       | 1931  |                |
| Schrank                                                           | Holz, 18. Jahrhundert                     | in der Kirche St-Martin (Lage)               | PM95001441    | Inscrit      | 1988  |                |
| Skulptur Christus am Kreuz                                        | Holz, 14. Jahrhundert                     | in der Kirche St-Martin (Lage)               | PM95000192    | Classé       | 1963  |                |
| Skulptur der heiligen Barbara                                     | Stein, 16. Jahrhundert                    | in der Kirche St-Martin (Lage)               | PM95000193    | Classé       | 1963  |                |
| Skulpturengruppe: Der heilige Martin...                           | Stein, 15. Jahrhundert                    | in der Kirche St-Martin (Lage)               | PM95001404    | Inscrit      | 1987  |                |
| Skulptur eines heiligen Bischofs                                  | Stein, bemalt, 16. Jahrhundert            | in der Kirche St-Martin (Lage)               | PM95001444    | Inscrit      | 1988  |                |
| Skulptur Madonna mit Kind (sitzend)                               | Stein, 14. Jahrhundert                    | in der Kirche St-Martin (Lage)               | PM95000190    | Classé       | 1908  |                |
| Zwei Skulpturen: Heiliger Martin und heiliger Joseph (siehe Foto) | Stein, polychrom gefasst, 1694            | in der Kirche St-Martin (Lage)               | PM95000861    | Classé       | 1996  |                |
| Schrank für liturgische Kleidung                                  | Holz, erstes Viertel des 18. Jahrhunderts | in der Sakristei der Kirche St-Martin (Lage) | PM95001442    | Inscrit      | 1988  |                |
| Retabel mit Baldachin                                             | Holz, bemalt, 15. Jahrhundert             | in der Kirche St-Martin (Lage)               | PM95000189    | Classé       | 1908  | weitere Bilder |
| Skulptur des heiligen Antonius                                    | Stein, polychrom gefasst, 17. Jahrhundert | in der Kirche St-Martin (Lage)               | PM95000194    | Classé       | 1963  |                |
| Skulptur des heiligen Fiacrius                                    | Stein, 17. Jahrhundert                    | in der Kirche St-Martin (Lage)               | PM95000195    | Classé       | 1963  |                |
| Skulptur Madonna mit Kind                                         | Stein, 14. Jahrhundert                    | in der Kirche St-Martin (Lage)               | PM95001677    | Inscrit      | 1987  |                |
| Taufbecken                                                        | Stein, 1781                               | in der Kirche St-Martin (Lage)               | PM95001443    | Inscrit      | 1988  |                |
| Leichenwagen                                                      | Holz, bemalt, um 1900                     | im Lager der Gemeinde                        | PM95001658    | Inscrit      | 2008  |                |